# Западнобачки управни округ
Западнобачки округ се налази у северном делу Републике Србије. Према подацима са последњег пописа 2022. године у округу је живело 154.491 становника Седиште округа је град Сомбор.

## Градови и општине
Округ обухвата следеће градове и општине: 
1. Град Сомбор место Сомбор
2. Општина Апатин место Апатин
3. Општина Оџаци место Оџаци
4. Општина Кула место Кула

- Градови и општине Западнобачког округа
- Градови и општине Западнобачког округа

## Становништво
Према попису из 2002. године, на простору округа живело је 213.242 становника, од чега у општини Сомбор 97.263 становника, у општини Кула 48.306 становника, у општини Апатин 32.793 становника и у општини Оџаци 35.474 становника. Становништво целог округа представља 2,85% становништва Србије, и 10,59% становништва Војводине.
По густини насељености округ спада у ред средње насељених у Војводини са 88 становника по километру квадратном, што је испод просека Војводине, који износи 94 становника по km², али изнад просека Србије, који износи 85 становника по km².

### Етничке групе
Према националној структури становништва у округу већину чине Срби (62,91%), а затим следе Мађари (10,19%), Хрвати (6,05%), Црногорци (4,29%), Југословени (3,21%), Русини (2,58%), Буњевци (1,31%), Украјинци, Пољаци, Немци, Албанци, Турци, Чеси, Словаци итд.
- Етничка мапа Западнобачког управног округа 2002. године
- Етничка мапа Западнобачког управног округа 2002. године

## Култура
Сомбор је град богате културне традиције. На административном подручју Града Сомбора налазе се следећи споменици културе: 
- Иконостаси Велике и Мале православне цркве и Српска православна црква у Стапару су заштићени споменици, докази дуге историје овог града,
- Зграда Жупаније с почетка XIX века,
- Римокатоличка црква и Фрањевачки самостан из XVIII века.

## Привреда
Општина Сомбор данас располаже са 100.000 хектара пољопривредног земљишта, од чега је око 97.000 хектара обрадивих површина. Поред ратарске, велики значај има и сточарска производња.
Још интензивнији развој остварује се у индустрији. Индустрија у потпуности покрива прераду сировина из пољопривреде.

## Начелник ЗБУО
- Латинка Васиљковић, од 2015.
- Рајко Мајсторовић, од октобра 2013. до 2015.[2]